# Blastobasis phycidella
Blastobasis phycidella é uma espécie de mariposa do gênero Blastobasis pertencente à família Coleophoridae.